# Струпіни
Струпіни (пол. Strupiny) — село в Польщі, у гміні Бучек Ласького повіту Лодзинського воєводства.
У 1975-1998 роках село належало до Серадзького воєводства.